# Алхазов, Владислав
Влад(ислав) Алхазов (род. 14 ноября 1978 или 1978, Грозный) — израильский пауэрлифтер, рекордсмен мира.

## Биография
Родился в 1978 году в Грозном. Когда он был подростком семья репатриировалась в Израиль, где они поселились в городе Арад.
С детства Алхазов увлекался спортом. В 15 лет начал упражняться с отягощениями и быстро набрал мышечную массу. В 2004 году его личный рекорд в приседаниях со штангой составлял 470 кг, а в сумме трёх движений (жим лёжа, становая тяга, приседания) его результат (250 + 375 + 470) приближался к достижениям мирового уровня.
В 2005 году Алхазов, выступая в категории до 140 кг, стал победителем открытого чемпионата Канады и рекордсменом мира. В приседаниях он сразу на 20 кг превзошёл мировой рекорд финна Ано Туртиайнена, показав результат 500 кг. В становой тяге он поднял 400 кг, но судорога помешала зафиксировать результат. В сумме троеборья итоговый результат составил рекордные 1120 кг. После этого соревнования предложение представлять свои страны поступили спортсмену от Канады, Украины и России.
В 2006 году Алзахов стал бронзовым призёром чемпионата Украины, а в 2007 году выиграл бронзу чемпионата мира в Финляндии. В том же году на турнире «Арнольд Классик» Алхазов занял пятое место. В январе 2008 года, выступая в категории свыше 125 кг, Алхазов установил абсолютный мировой рекорд приседания в экипировке — 1250 фунтов (567 кг).
Затем он получил тяжёлую травму колена, которая привела к операции и замене связок. Обычно такие травмы приводят к инвалидности. Но Алхазов, благодаря восстановительным процедурам и тренировкам, сумел восстановиться. В декабре 2018 года на соревнованиях в Минске он, выступая без экипировки, установил мировой рекорд в приседаниях — 525 кг. В пауэрлифтинге есть много различных федераций и правил, но результаты Алхазова являются лучшими для всех версий.
По состоянию на январь 2019 года Алхазов живёт и тренируется в Нью-Йорке.